# Pomník

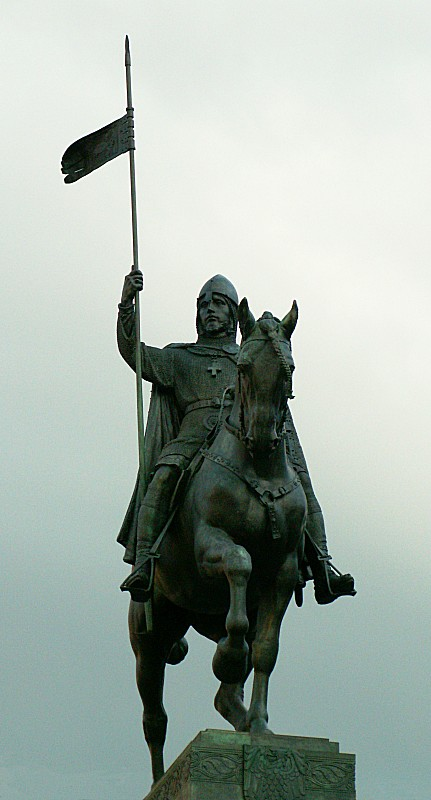
Jezdecká socha sv. Václava na Václavském náměstí v Praze

Pomník je umělecky ztvárněný objekt, jehož úkolem je veřejně připomenout nějakou historickou událost nebo historicky významnou osobu.
 Tematicky se může jednat například o:
- hřbitov
- jezdecká socha
- mauzoleum
- mohyla
- monument
- morový sloup
- náhrobek
- obelisk
- památník
- památný kámen
- Památný strom v Česku
- památný kříž
- pamětní deska
- pamětní strom
- socha
- sousoší
- stéla
- vítězný oblouk